# محمد حسن العامري
محمد حسن إبراهيم العامري (25 ديسمبر 1959) شاعر وناقد فني ورسام أردني من أصل فلسطيني. ولد في الغزاوية بفلسطين. حصل على إجازة في التربية الرياضية من كلية حوّارة بإربد. شغل منصب المدير الثقافي لمعرض الفنيين للثقافة والفنون وهو عضو الهيئة الإدارية لرابطة التشكيليين في الأردن وأمين العضوية في الهيئة الإدارية لرابطة الكتاب. له دواوين شعرية وكتابات نقدية في الفن التشكيلي.

## سيرته
وُلد محمّد حسن إبراهيم العامري يوم 25 ديسمبر 1959 في بلدة الشيخ حسين في الأغوار الشمالية من محافظة إربد أو يقال في الغزاوية بفلسطين. تلقى تعليمه الابتدائي والإعدادي في مدرسة وقّاص، وأنهى الثانوية العامة في مدرسة الشونة الشمالية 1979، ثم حصل على شهادة الدبلوم في التربية الرياضية من كلية حوّارة بإربد 1982، ثم شهادة البكالوريوس في تأهيل المعلمين من الجامعة الأردنية في 1993.

عمل في وزارة التربية والتعليم مدرّساً من 1983 حتى 1995، ثم في قسم الفنون 1995 - 1997، قبل أن ينتقل إلى وزارة الثقافة التي عمل فيها في مديرية المعارض والندوات والمهرجانات، ثم رئيساً لقسم الفنون التشكيلية بمديرية المسرح والفنون، فمديراً لها، ثم مديراً لمركز تدريب الفنون منذ 2009.
أقام أكثر من عشرين معرضاً تشكيلياً شخصياً منذ سنة 1983. وفي الصحافة، رأسَ تحرير مجلة فنون منذ سنة 2008، وتولى إدارة مهرجان المسرح الذي تنظمه الوزارة الثقافة الأردنية من 2008. كما عمل مديراً لجاليري الفينيق سنة 1996، ومحرراً ثقافياً في صحيفة الدستور من 1997 حتى 2006.
هو عضو في رابطة الكتاب الأردنيين، ورابطة الفنانين التشكيليين الأردنيين. ومن مؤسسي جماعة أجراس الشعرية في عمّان سنة 1992.

## جوائز
- 1995: جائزة عبد الرحيم عمر لأفضل ديوان شعر عربي من رابطة الكتّاب الأردنيين عن مجموعته خسارات الكائن.[1]
- 1998: جائزة لوركا من معهد ثيرفانتس في الأردن.[1]
- 2007: جائزة التفكير باليدين من معهد ثيرفانتس .[1]
- 2006: جائزة بينالي طهران الدولي في مجال الرسم من وزارة الثقافة الإيرانية.[1]
- 2010: جائزة بينالي الخرافي من جمعية التشكيليين الكويتيين.[6]

## مؤلفاته

### مجموعات شعرية
- معراج القلق، 1990
- خسارات الكائن، 1995
- الذاكرة المسنّنة.. بيت الريش، 1999
- قميص الحديقة، 2003
- ممحاة العطر، 2017

### نقد وموضوعات أخرى
- الفنان توفيق السيد.. حياته وفنه، دراسة بالاشتراك مع محمّد أبو زريق وزياد أبو لبن، 1999
- فن الغرافيك في الأردن، دراسة فنية، 2000
- الشاهد والتجربة، دراسة في تجربة رفيق اللحام التشكيلية، 2001
- المغنّي الجوال،تقديم وإعداد عن تجربة الشاعر محمّد القيسي، 2002
- المكان في أعمال سناء كيالي، دراسة فنية، 2002.
- سيكولوجيا الاتصال الاعلاني، 2013
- شجرة الليف، حول سيرته الذاتية، 2015
- الإعلام والديمقراطية
- من زاوية أنثى، رواية، 2019